# Сітанець-Кольонія
Сітанець-Кольонія (пол. Sitaniec-Kolonia) — село в Польщі, у гміні Замостя Замойського повіту Люблінського воєводства.
Населення — 516 осіб (2011).
У 1975-1998 роках село належало до Замойського воєводства.

## Демографія
Демографічна структура станом на 31 березня 2011 року:
|          | Загалом | Допрацездатний вік | Працездатний вік | Постпрацездатний вік |
| -------- | ------- | ------------------ | ---------------- | -------------------- |
| Чоловіки | 264     | 57                 | 177              | 30                   |
| Жінки    | 252     | 52                 | 135              | 65                   |
| Разом    | 516     | 109                | 312              | 95                   |